# Bernhard Graubart
Bernhard „Bernt“ Graubart (* 22. Dezember 1888 in Bolechow; † 1940 in Nisko) war ein österreichischer Fußballspieler.

## Karriere

### Verein
Graubart spielte für den DFC Prag, dem seinerzeit stärksten Verein im Deutschen Fußball-Verband für Böhmen – einem der fünf Teilverbände des ÖFV.

### Nationalmannschaft
Aufgrund gezeigter Leistungen wurde Graubart vom Hauptverband ÖFV in die Nationalmannschaft Österreichs berufen. Sein Debüt gab er am 5. Mai 1912 im Stadion Hohe Warte beim 1:1-Unentschieden gegen die Nationalmannschaft Ungarns.
Er nahm ferner an dem vom 29. Juni bis 4. Juli 1912 in Stockholm ausgetragenen olympischen Fußballturnier teil, bestritt in der Hauptrunde das mit 5:1 gewonnene Achtelfinalspiel gegen die Nationalmannschaft Deutschlands und das mit 1:3 verlorene Viertelfinalspiel gegen die Nationalmannschaft der Niederlande. Nachdem sich seine Mannschaft in der Trostrunde mit 1:0 im Viertelfinale gegen die Nationalmannschaft Norwegens hatte durchsetzen können, wurde er im anschließenden Halbfinale, das mit 5:1 gegen die Nationalmannschaft Italiens gewonnen werden konnte, genauso eingesetzt, wie im abschließenden Finale, das mit 0:3 gegen die Nationalmannschaft Ungarns verloren wurde.

## Erfolge
- Fünfter Olympisches Fußballturnier 1912
- Österreichischer Meister für Böhmen 1913